# Hewland
Hewland est une société d'ingénierie britannique fondée en 1957 par Mike Hewland, spécialisée dans les boîtes de vitesses de voitures de course. Hewland emploie 130 personnes dans son usine de Maidenhead et s'est notamment diversifié dans la transmission de véhicules électriques.
Hewland est un des fournisseurs des écuries engagées en Formule 1, Formule E, DTM, LMP, Rallycross, WEC et FIA GT.

## Histoire
À ses débuts, Mike Hewland dirige une petite entreprise d'ingénierie spécialisée dans la taille d'engrenages à Maidenhead au Royaume-Uni. En 1959, Bob Gibson-Jarvie, le chef-mécanicien de l'équipe de course UDT Laystall qui engage des Cooper de Formule 2, lui demande de l'aide de Hewland alors qu'il a des ennuis avec ses boîtes de vitesses. Six nouvelles boîtes de vitesses sont conçues et produites dès 1959 ; Hewland change dès lors d'activité principale.
La boîte Hewland Mk.I de 1960 est une modification mineure de la transmission à quatre vitesses de la Volkswagen Coccinelle mais elle est utilisée à l'envers avec un boîtier de différentiel à plaques latérales maison, pour équiper le moteur central Ford 105E de 997 cm3 à poussoirs de la Lola Mk.III construite pour respecter les nouvelles règles de Formule Junior en 1961.
La Hewland Mk.II de 1961 est similaire mais adaptée au moteur Coventry Climax de l'Elva Mk.VI 1.1 litre sports racer.
La Hewland Mk.III de 1962 utilise le boîtier en alliage de magnésium du pont de la Volkswagen Coccinelle pour contenir cinq paires d'engrenages à crabot manœuvrés par des fourches en laiton faites maison, taillés sur mesure et à prise constante. Le sélecteur de vitesse de l'arbre est situé dans le nez du logement non modifié, face à l'arrière de la boîte, en position avant-latérale-arrière sur un moteur central de voiture de course. L'élimination des pièces de synchronisation fournit l'espace pour une paire supplémentaire d'engrenages pour la cinquième vitesse. La boîte Mk.III devient très populaire pour les formules de voitures de course et de sport de petites cylindrées. Elle constitue la base de développement des produits ultérieurs de l'entreprise.

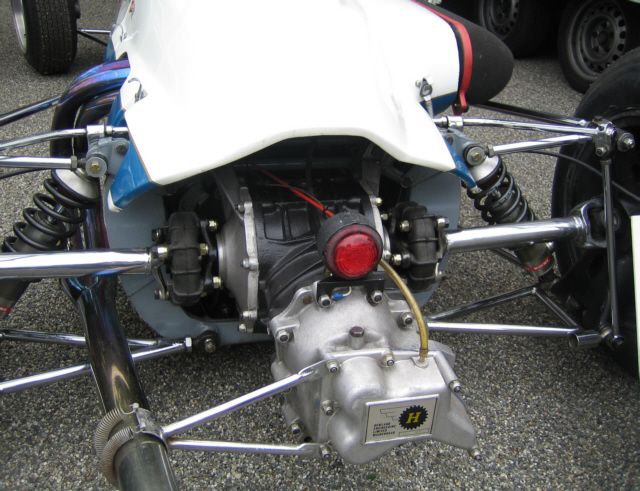
Hewland Mk.IV sur une Lotus 32 de 1964. Le produit qui a construit la réputation et la position dominante sur le marché pour Hewland.

La Hewland Mk.IV dispose d'un boîtier de queue fabriqué par Hewland avec la tige du sélecteur située sur le côté droit, en position basse, face à l'avant. Cette disposition rend la liaison avec le levier de vitesses plus facile pour les fabricants de châssis. La version Mk.V est adaptée à un couple moteur plus élevé. Ces deux produits rendent l'entreprise de plus en plus prospère.
La Hewland Mk.VI de 1965 est une version améliorée de la Mk.IV. Elle établit Hewland comme producteur dominant en termes de volume de fabrication pour les voitures de course de petite cylindrée à moteur central, aidé en cela par son adoption en série sur la nouvelle monoplace de  Formule Ford. Cette boîte dispose de nombreux atouts : la sélection des vitesses par anneau à crabot permet de changer extrêmement rapidement de rapport ; la modification des rapports de deuxième et de cinquième vitesse est possible sans effectuer démontage de la boîte de transmission du véhicule ni la déconnexion du moteur ; son montage inversé permet aux moteurs à carter sec d'être monté au plus bas sur le châssis ; les engrenages des troisièmes, quatrième et cinquièmes rapports ont la même épaisseur et les mêmes entre-axes et sont donc interchangeables ; le boîtier Volkswagen en alliage de magnésium rend la boîte solide et très légère.
Si Hewland a prétendu être la première entreprise à produire des boîtes de vitesses pour voitures de course, une boîte en alliage d'aluminium destinée aux voitures de course à moteur central a été conçue par Ferdinand Porsche et construite par Horch en 1933 pour l'Auto Union Type A. Hewland reste une entreprise leader dans les transmissions de course. En plus des produits traditionnels de transmission manuelle, Hewland possède une gamme complète de composants de transmissions semi-automatique, comprenant entre autres des actionneurs de rapports, des actionneurs de gaz, des compresseurs, des capteurs de position et des systèmes commandés au volant.

## Types de ponts
La liste suivante regroupe les plus petits produits, logés dans les boitiers Volkswagen, sauf pour le LD200.
| Type   | Année | Cotes     | Rapports | Poids | Description |
| ------ | ----- | --------- | -------- | ----- | --- |
| Mk.I   | 1960  | 1 500 cm3 | 4        | 33 kg | À plaques latérales personnalisées et arbres de sortie de longueur inégale pour Lola Mk.III                           |
| Mk.II  | 1961  | 1 500 cm3 | 4        | 33 kg | Personnalisée pour Elva Mk.VI, vitesses VW et différentiel                                                            |
| Mk.III | 1962  | 1 500 cm3 | 5        | 32 kg | Changement rapide de vitesse, différentiel VW, boîte de queue                                                         |
| Mk.IV  | 1963  | 1 500 cm3 | 5        | 32 kg | GKN (Ford Zephyr) diff., faisant face à l'avant du sélecteur sur le côté droit                                        |
| Mk.V   | 1963  | 1 600 cm3 | 5        | 34 kg | Engrenages plus épais et arbre intermédiaire pour Cosworth Mk.XII et XIII                                             |
| Mk.VI  | 1965  | 1 500 cm3 | 5        | 34 kg | Amélioration de la Mk.IV pour les Formule 3 et Formule Ford, anneau de fixation Metalastic                            |
| Mk.VII | 1968  | 1 000 cm3 | 6        | 33 kg | version 6 vitesses de la Mk.VI pour Formule 2 1 Litre                                                                 |
| Mk.8   | 1968  | 1 500 cm3 | 5        | 32 kg | Différentiel sur roulements à galets coniques, tous les moyeux d'engrenages cannelés à l'axe du pignon                |
| Mk.9   | 1973  | 1 500 cm3 | 5        | 32 kg | Double rangée de palier d'arbre de sortie pour Spicer halfshafts, plaques latérales pour frein à disque à l'intérieur |
| LD200  | 1988  | 203 N m   | 5        | 29 kg | Refonte complète de Mk.9 logée dans un boîtier Hewland                                                                |

La capacité de transmission est mesurée par le couple de sortie maximum et non pas la puissance en chevaux. Le couple de sortie maximum est le produit du couple d'entrée multiplié par le taux global de réduction.
Comme le couple de sortie est proportionnel au couple d'entrée avec des rapports de boîte et de différentiel typiques et que le couple d'entrée (couple de sortie du moteur) est à peu près proportionnel à la cylindrée du moteur, Hewland l'utilise pour indiquer la limite maximale de la taille du moteur et utilisera plus tard le couple d'entrée maximum mesuré en N m (newton mètre) comme guide de sélection de la transmission.

## Liste des plus grands produits de la gamme jusqu'en 1981
| Type        | Année | Rating  | Rapports | Poids | Description |
| ----------- | ----- | ------- | -------- | ----- | --- |
| HD          | 1963  | 407 N m | 4        | 39 kg | Hewland Design, boitier sur mesure, alternative à ERSA Knight                                                  |
| HD5         | 1963  | 271 N m | 5        | 39 kg | version 5 vitesses de la HD                                                                                    |
| LG          | 1966  | 813 N m | 2        | 62 kg | Large Gearbox pour Indy, pompe à huile interne                                                                 |
| FT200       | 1966  | 271 N m | 5        | 41 kg | Nouvelle HD5                                                                                                   |
| LG500       | 1967  | 678 N m | 4        | 62 kg | LG, LSD ou Power-Loc 4 rapports pour CanAm                                                                     |
| FG400       | 1968  | 380 N m | 5        | 50 kg | Boîte FT avec différentiel LG pour Cosworth DFV                                                                |
| LG600       | 1968  | 813 N m | 5        | 66 kg | LG500, Porte-palier plus long, pour Formule 5000 et CanAm                                                      |
| DG300       | 1969  | 407 N m | 5        | 53 kg | Different Gearbox, pompe à huile interne, pour Formule 1 et voitures de sport                                  |
| LG2         | 1971  | 949 N m | 2        | 63 kg | Seconde génération de LG pour Indy                                                                             |
| LG Mk.II    | 1971  | 813 N m | 4/5      | 64 kg | Seconde génération de LG600, nouveau boîtier, sélecteur et différentiel                                        |
| DG300 Mk.II | 1972  | 407 N m | 5        | 54 kg | Seconde génération de DG300                                                                                    |
| FGA         | 1972  | 380 N m | 5/6      | 50 kg | Seconde génération de FG400 pour Cosworth DFV                                                                  |
| FGB         | 1978  | 353 N m | 6        | 51 kg | FGA à plus petits rapports, plus grand boîtier et engrenages plus gros pour moteur turbocompressé de Formule 1 |
| DGB         | 1981  | 597 N m | 5        | 61 kg | Version à grand couple de la DG300 Mk.II, boîtier plus solide pour les courses d'endurance                     |
| VG          | 1981  | 813 N m | 5        | 76 kg | Version à grand couple de la DGB                                                                               |

## Autres productions

### ARV Super2

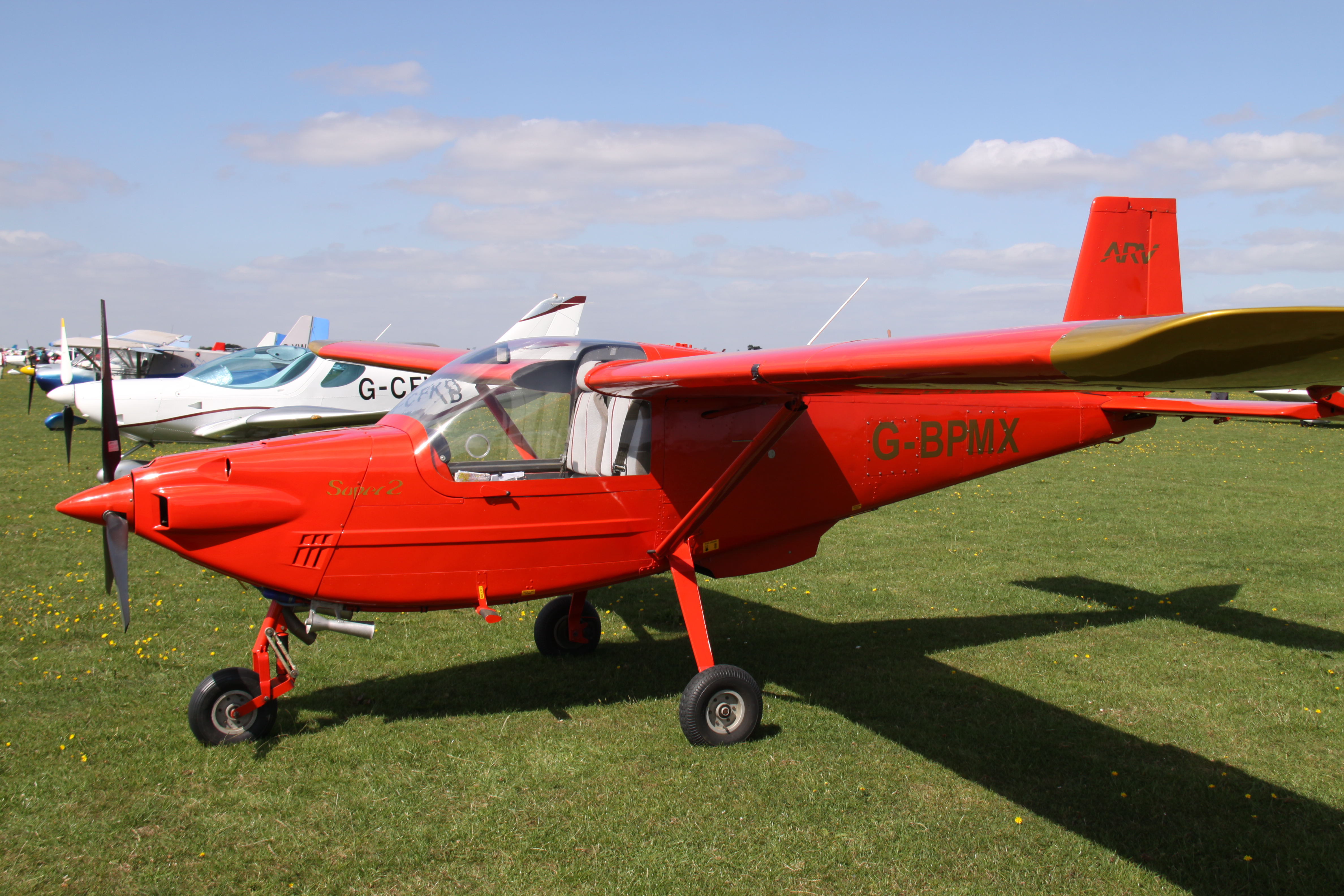
ARV Super 2.

Approché par Richard Noble, Hewland conçoit et construit l'AE75, un moteur aéronautique de 75 chevaux pour le Noble ARV Super 2, un avion léger à deux places.
Le moteur deux-temps à trois-cylindres inversés refroidi par l'eau possède un double allumage et une boîte de réduction de 2,7:1. Il est développé à partir du moteur bicylindres Hewland destiné aux ULM. Le AE75 est très léger, 49 kg, ce qui contribue à la légèreté de l'avion : l'ARV Super2 pèse 40 % de moins que le Cessna 152.

### Voitures de circuits
Hewland s'est impliqué dans la conception de diverses voitures homologuées pour la conduite sur route et sur circuit, notamment la Caparo T1 et la BAC Mono, toutes deux mettant en vedette des réducteurs conçus et fabriqués par la société,.

### Formule E
Hewland est présent en Formule E depuis la création du Championnat de Formule E FIA en fournissant des transmissions à l'intégralité des concurrents. Hewland reste un fournisseur clé de la série.

### Véhicules électriques
Hewland fournit une transmission sur mesure à couple élevé à la Buckeye Bullet 3 qui détient le record du monde de vitesse terrestre en propulsion électrique à 549 km/h.